# Tulipa persica
Tulipa persica är en liljeväxtart som först beskrevs av John Lindley, och fick sitt nu gällande namn av Robert Sweet. Tulipa persica ingår i släktet tulpaner, och familjen liljeväxter. Inga underarter finns listade.